# Christa Ludwig
Christa Ludwig (Berlín, 16 de marzo de 1928-Klosterneuburg, 24 de abril de 2021) fue una intérprete de ópera y lied alemana. Su carrera se extendió desde finales de la década de 1940 hasta principios de 1990.

## Biografía
Nació en una familia musical berlinesa; su padre, Anton Ludwig, era tenor y administrador de ópera; su madre, la mezzosoprano Eugenie Besalla-Ludwig, cantó con la Ópera de Aquisgrán durante el período en que la dirigió Herbert von Karajan. Ella fue su primera profesora de canto.
Ludwig debutó en 1946, a los 18 años, en el papel de Orlovsky en Fráncfort, donde cantó hasta 1952.
Luego cantó con la Ópera de Darmstadt (1952-1954), la Ópera de Hanóver (1954-1955) y la Ópera Estatal de Viena, donde se convirtió en una de las principales artistas. En 1962 fue nombrada Kammersängerin y permaneció en el elenco por más de treinta años. 
En 1954 debutó en el Festival de Salzburgo como Cherubino, y continuó participando hasta 1981. 
En 1966 debutó en el Festival de Bayreuth como Brangäne, dirigida por su mentor Karl Böhm, junto a la gran soprano sueca Birgit Nilsson.
Debutó en Norteamérica con la Ópera Lírica de Chicago en 1959 como Dorabella, y seguidamente en la Metropolitan Opera, donde actuó regularmente hasta 1990. 
En 1964 debutó en el Teatro Colón de Buenos Aires como Judith de Bartok y como Ortrud en Lohengrin junto a Victoria de los Ángeles. En el mismo teatro cantó en Las Bodas de Fígaro, Ariadna en Naxos, El caballero de la rosa y Wozzeck. En 1969 debutó en el Royal Opera House como Amneris.
Fue condecorada con la Legión de honor del gobierno francés.

## Repertorio
El repertorio de Ludwig cambió a medida que su voz maduraba, pasando de papeles líricos y spintos a dramáticos. En su vasto repertorio se encuentran Carmen, la Marschallin y Oktavian, Azucena, Leonore, Octavia, Dido (Les Troyens), Ifigenia de Gluck, Kundry y personajes de las óperas contemporáneas de Bela Bartok, Carl Orff y Gottfried von Einem, de quien creó el protagónico en el estreno mundial de La visita de la vieja dama en la Wiener Staatsoper, 1971.
Hizo breves incursiones en el repertorio para soprano, interpretando Lady Macbeth (Verdi) y la Mujer del tintorero en Die Frau ohne Schatten de Strauss en Viena, Salzburgo y Nueva York.
En su madurez abordó papeles de carácter como Klytamnestra en Elektra, la condesa de La dama de picas de Chaikovski y la Old Lady en Candide de Leonard Bernstein.
Ludwig participó regularmente en recitales de lied y en conciertos sinfónicos, cantando obras de Schubert, Schumann, Hugo Wolf, Gustav Mahler y Richard Strauss. 
Fue una soberbia intérprete de Bach, siendo bien conocida su afinidad por Brahms y su Rapsodia para contralto, de la que grabó la versión referencial de la pieza, dirigida por Otto Klemperer.

## Vida privada
Entre 1957 y 1970, estuvo casada con el barítono Walter Berry, con quien tuvo su único hijo. 
Cantaron juntos con frecuencia; es referencial su grabación de la ópera El castillo de Barba Azul de Bartok. 
En 1972 se casó con el director escénico francés Paul-Emile Deiber (1925-2011).
Se retiró en la temporada 1993-1994, donde además de recitales interpretó el papel de Fricka en el Metropolitan.
Publicó sus memorias en 1994 bajo el título ...und ich wäre so gern Primadonna gewesen, donde agradece la labor con tres directores de orquesta que marcaron su rumboː Karl Böhm, Herbert von Karajan y Leonard Bernstein.

## Premios y condecoraciones
- 1962: Kammersängerin de Austria

- 1969: Distintivo de honor austriaco para la Ciencia y el Arte

- 1980: Anillo de oro de la Wiener Staatsoper

- 1980: Rosa de plata de los Wiener Philharmoniker

- 1980: Medalla de oro Gustav Mahler

- 1980: Medalla Hugo Wolf

- 1981: Miembro honorario de la Wiener Staatsoper

- 1981: Caballero de la Orden de Artes y Letras

- 1989: Comandante de la Orden de Artes y Letras

- 1989: Caballero de la Legión de honor

- 1994: Gran distintivos por Méritos por la República de Austria

- 2003: Oficial de la Legión de Honor francesa

- 2004: Verdienstorden der Bundesrepublik Deutschland

- 2008: Distinción por su obra en la Midem

- 2008: Premio SAECULUM-Glashütte Original-Musikfestspiel en el marco del Festival musical de Dresde

- 2008: Doctor h.c. de la Academia de Música Fryderyk Chopin de Varsovia

## Discografía principal
- Bach, Mattheus Passion, Karajan
- Bach, Mattheus Passion, Klemperer
- Bach, Misa en si menor, Karajan
- Bach, Oratorio de Navidad, Richter
- Bartok, El castillo de Barba Azul, con Walter Berry, Kertesz
- Beethoven, Fidelio, con Jon Vickers, Klemperer
- Beethoven, Fidelio, con J. King, W. Berry, J Greindl. Rother  DVD
- Beethoven, Fidelio, Karajan
- Beethoven, Misa Solemnis, Böhm
- Beethoven, Misa Solemnis, Karajan
- Bellini, Norma, (Adalgisa), con Maria Callas, Serafin
- Bernstein, Candide, (Old lady), Bernstein
- Bizet, Carmen, Maazel
- Brahms, Rapsodia para contralto, Klemperer
- Glück, Iphigenie in Aulide, Böhm
- Handel, Giulio Cesare (Cornelia), Leitner
- Haydn, La creación, Karajan
- Humperdinck, Hänsel und Gretel, (Bruja) Eichorn
- Humperdinck, Hänsel und Gretel,(Madre) C.Davis
- Humperdinck, Hänsel und Gretel, (Madre) Pritchard
- Liebermann, Die Schule der Frauen, Szell
- Mahler, Das Lied von der Erde, Klemperer
- Mahler, Das Lied von der Erde, Karajan
- Mahler, Das Lied von der Erde, Bernstein
- Mahler, Second Symphony, Bernstein
- Mahler, Second Symphony, Mehta
- Mahler, Third Symphony, Bernstein
- Mahler, Third Symphony, Neumann
- Mahler, Kindertotenlieder, Karajan
- Mahler, Kindertotenlieder, Klemperer
- Mozart, Cosí fan tutte, Böhm
- Mozart, Cosí fan tutte, Karajan
- Mozart, Cosí fan tutte, Krips
- Mozart, Don Giovanni (Don Elvira), Klemperer
- Mozart, Le nozze di Figaro (Cherubino), Böhm
- Mozart, Die Zauberflöte (Second Lady), Klemperer
- Orff, De temporum Fine comoedia (Sybile), Karajan
- Pfitzner, Palestrina, Heger
- Puccini, Madama Butterfly (Suzuki), Karajan
- Puccini, Suor Angélica (Zia), Bonynge
- Schubert, Lieder, Moore
- Schubert, Winterreise, Levine
- J.Strauss, Die Fledermaus (Orlovsky), Ackermann
- R.Strauss, Ariadne auf Naxos, Böhm
- R.Strauss, Capriccio (Clarion), Sawallisch
- R.Strauss, Der Rosenkavalier, (La Mariscala) Bernstein
- R.Strauss, Der Rosenkavalier, (Octavian), Karajan
- R.Strauss, Die Frau ohne Schatten (Tintorera), Karajan
- R.Strauss, Die Frau ohne Schatten (Tintorera), Böhm
- R.Strauss, Elektra (Klytamnestra), Ozawa
- Verdi, Un ballo in maschera, (Ulrica), Solti
- Verdi, Falstaff (Mrs. Quickly), Karajan
- Verdi, Macbeth, Böhm
- Verdi, Requiem, Giulini
- Wagner, Die Walküre (Fricka), Solti
- Wagner, Die Walküre (Fricka), Levine
- Wagner, Götterdämmerung (Waltraute), Solti
- Wagner, Tannhäuser (Venus), Solti
- Wagner, Lohengrin (Ortrud), Kempe
- Wagner, Tristan und Isolde (Brangania), Karajan
- Wagner, Tristan und Isolde (Brangania), Böhm
- Wagner, Parsifal (Kundry), Solti
- Wagner, Parsifal, Karajan
- Wolf, Italianisches Liederbuch, Barenboim
- The very best of Christa Ludwig
- Tribute to Christa Ludwig
- The birthday edition (DVD)

## Literatura
- Paul Lorenz: Christa Ludwig, Walter Berry. Bergland, Wien 1968.
- Christa Ludwig oder Wer singt am schönsten im ganzen Land. Joachim Kaiser: Erlebte Musik von Bach bis Strawinsky. Hoffmann und Campe, Hamburg 1977, ISBN 3-455-08942-9, S. 642 f.
- Wer schweigt, singt besser. Berliner Lektionen 1994. Bertelsmann, Gütersloh 1995, ISBN 3-570-12193-3, S. 31–58.
- Christa Ludwig, Peter Csobádi: „… und ich wäre so gern Primadonna gewesen“ – Erinnerungen. Henschel-Verlag, Berlín 1999, ISBN 3-89487-337-X.
- Sinnenzauber.  Jürgen Kesting: Die großen Sänger des 20. Jahrhunderts. Cormoran, Múnich 1998, ISBN 3-517-07987-1, S. 526–530.
- Christa Ludwig: Opfern für den Schönklang. In: Dieter David Scholz: Mythos Primadonna. Parthas, Berlín 1999, ISBN 3-932529-60-X, S. 139–157.